# Quercus gambelii
Quercus gambelii, o el roure de Gambel, és una espècie de roure de la família de les fagàcies que és originària d'Amèrica del Nord. Està classificada en la Secció Quercus, que són els roures blancos d'Europa, Àsia i Amèrica del Nord. Tenen els estils curts; les glans maduren en sis meses i tenen un sabor dolç i lleugerament amarg, l'interior de la gla té pèl. Les fulles no tenen una majoria de truges en els seus lòbuls, que solen ser arrodonits.

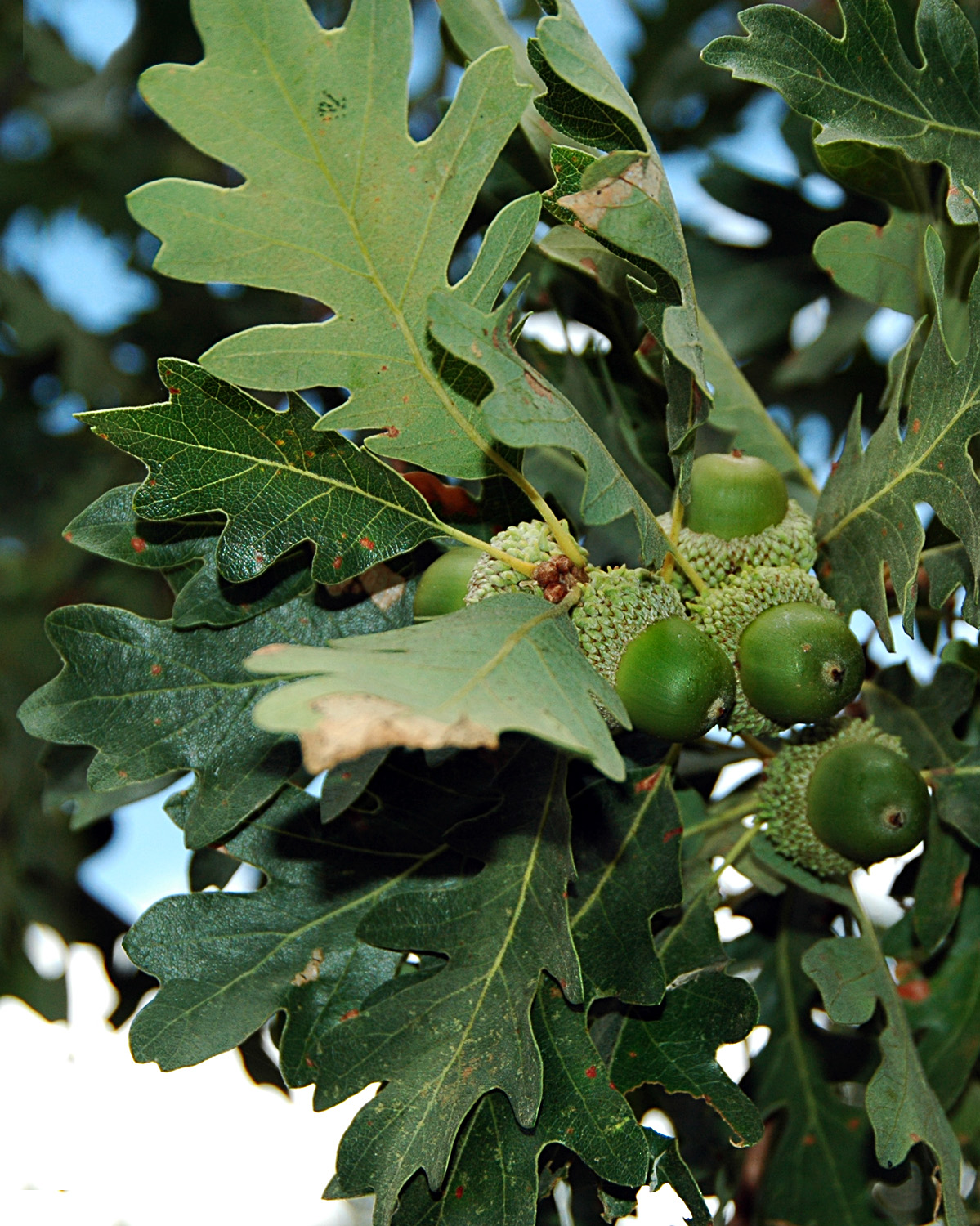
Fulles de Quercus gambelii

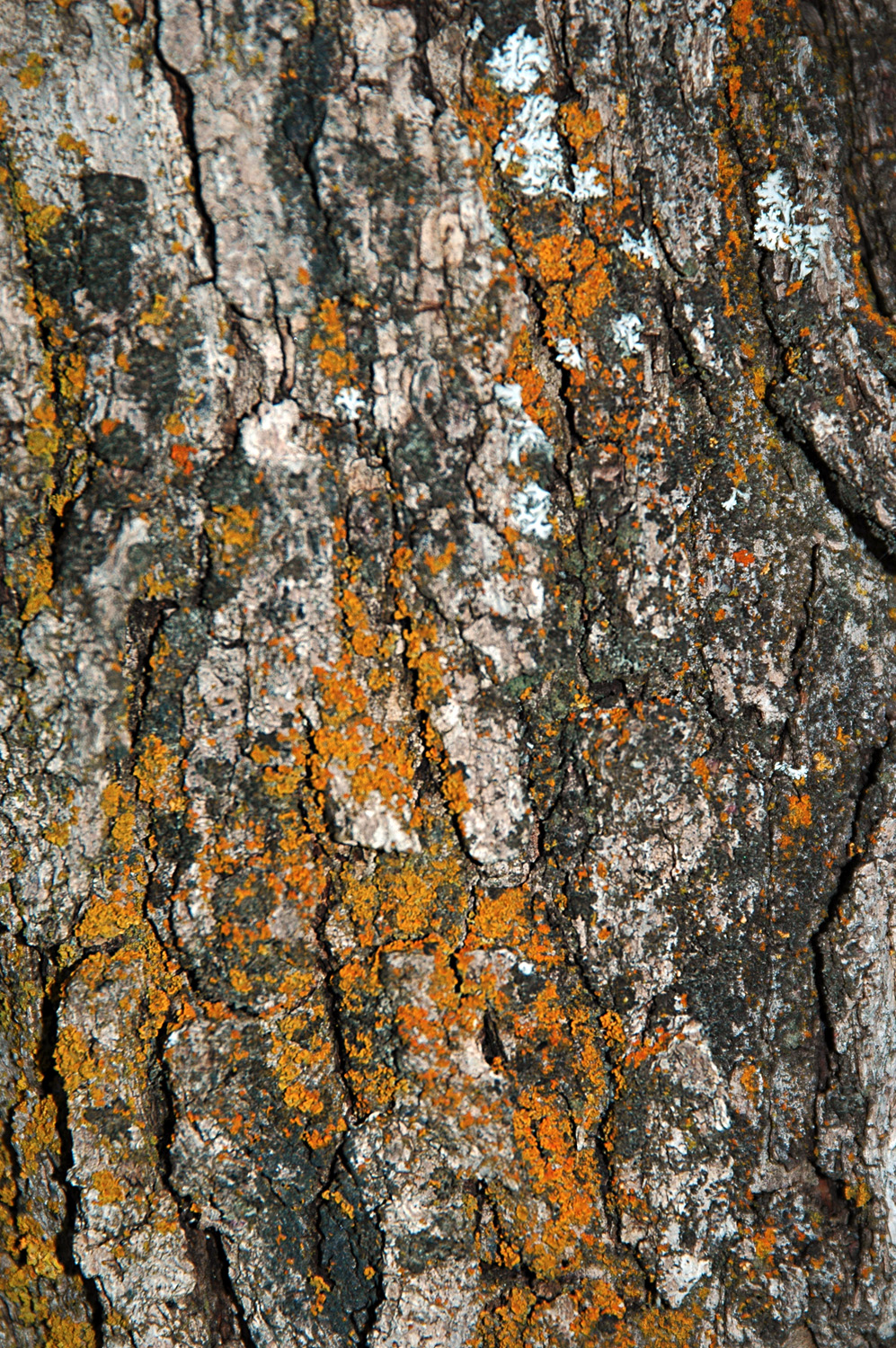
Escorça d'un Quercus gambelii

## Descripció
El roure de Gambel varia significativament en grandària d'un lloc a un altre. L'alçada mitjana en estat adult és de 3 a 9 metres, però de vegades aconsegueix altures de 18 metres en alguns indrets. Són freqüents en les zones marginals la forma nana, quan es troba per sota d'un metre d'alçada on les pastures són pobres. L'arbre es reprodueix a partir de glans, però es propaga més ràpid a través de brots d'arrel que creixen d'estructures subterrànies vastes anomenats lingotúbers. Aquestes característiques reproductives sovint ocasionen boscos densos o matollars que sovint cobreixen totes les vessants muntanyenques.
Malgrat que la fusta d'aquest tipus de roure és dura i densa, les seves branques són irregulars i tortes, per la qual cosa són prou flexibles per doblegar sense trencar-les quan estan cobertes de neu. L'escorça és aspra i de color marró gris. Les fulles són generalment 7-12 cm de llarg i d'ample 4-6 cm, profundament lobulades en cada costat de la vena central, la superfície de la part superior és de color verd fosc brillant, la superfície de la part inferior és més pàl·lida i vellutada. Sovint es tornen de color taronja i groc a la tardor, creant muntanyes de colors vius. Les flors són aments discrets unisexuals que es produeixen a la primavera. Les glans fan d'1-2 centímetres de llarg, i al voltant d'un terç a la meitat tancada per una tapa o una cassoleta (cúpula), i maduren al setembre, convertint-se de verd en marró daurat.

## Distribució i hàbitat
és un arbre petit caducifoli o arbust gran generalitzada als turons i baixes elevacions muntanyoses del centre sud-oest dels Estats Units i del nord-oest de Mèxic: la seva àrea de distribució se centra en l'altiplà de Colorado - Four Corners ("Quatre Cantonades") dels estats de Utah, Colorado, Arizona, Nou Mèxic, sinó que la seva àrea de distribució va a Nevada, Wyoming, Dakota del Sud, Kansas, Oklahoma i l'oest de Texas. A Mèxic sobretot al nord de Sonora-Chihuahua. En general creix a una altitud de 1.000-3.000 metres sobre el nivell del mar, on les mitjanes de precipitació estan entre 30-60 centilitres per any.

## Ecologia
El roure de Gambel floreix a ple sol en les vessants amb sòl bàsic, rocós, alcalí; on la competència d'unes altres espècies vegetals és limitada. També li va bé en sòls més rics, però en aquelles zones es veuen obligats a competir per a espai de creixement. S'adapta bé als llocs on els brolladors humits i estius càlids i secs creen les condicions propícies per als incendis forestals. Després d'un incendi, el roure de Gambel ràpidament es restableix a partir de brocs d'arrel. Aquest tipus de roure és força tolerant a la sequera.
A causa de la seva abundància, el roure de Gambel és una important font alimentària per a animals de pas com el cérvol i el bestiar. Els esquirols recullen de forma regular les glans i les emmagatzemen al seu cau i tenir així una provisió de menjar a l'hivern. Alguns insectes depenen de roure de Gambel; per exemple, la papallona de Colorado l'utilitza com a font alimentària per a erugues. Històricament, les glans del roure de Gambel proporcionaven una font solvent de menjar per als Nadius americans.
Les espècies vegetals associades inclouen cirerer de Virgínia, Balsamorhiza sagittata, Acer grandidentatum, cercocarpus, pi Ponderosa i amelanchier. Els ocells associats i els mamífers inclouen Aphelocoma californica, Garsa de bec negre, tetraònid, cérvol, esquirol llistat i esquirols.

## Taxonomia
Quercus gambelii va ser descrita per Thomas Nuttall i publicat a Journal of the Academy of Natural Sciences of Philadelphia 1(2): 179. 1848.
Etimologia
Quercus: nom genèric del llatí que designava igualment al roure i a l'alzina.
gambelii: epítet atorgat en honor del naturalista estatunidenc William Gambel (1823 - 1849).
Sinonímia
- Quercus alba var. gunnisonii Torr. & A.Gray
- Quercus albifolia C.H.Mull.
- Quercus confusa Wooton & Standl.
- Quercus douglasii var. gambelii (Nutt.) A.DC.
- Quercus douglasii var. novomexicana A.DC.
- Quercus eastwoodiae Rydb.
- Quercus gunnisonii Rydb.
- Quercus leptophylla Rydb.
- Quercus marshii C.H.Mull.
- Quercus media Wooton & Standl.
- Quercus nitescens Rydb.
- Quercus novomexicana (A.DC.) Rydb.
- Quercus novomexicana var. andrewsii Trel.
- Quercus novomexicana var. nitescens (Rydb.) A.Camus
- Quercus obtusifolia Rydb.
- Quercus × pauciloba subsp. confusa (Wooton & Standl.) A.Camus
- Quercus stellata var. utahensis A.DC.
- Quercus submollis Rydb.
- Quercus subobtusifolia A.Camus
- Quercus undulata var. gambelii (Nutt.) Engelm.
- Quercus undulata var. gunnisonii (Torr. & A.Gray) Engelm.
- Quercus × undulata var. obtusifolia A.DC.
- Quercus utahensis (A.DC.) Rydb.
- Quercus utahensis var. mollis Sarg.
- Quercus utahensis subsp. submollis (Rydb.) A.Camus
- Quercus utahensis var. submollis (Rydb.) Sarg.
- Quercus vreelandii Rydb.[6][7]